# Emona (spoorwegen)
De Emona is een Europese internationale trein voor de verbinding Ljubljana - Wenen. Emona is de Romeinse naam van de Sloveense hoofdstad Ljubljana.

## EuroCity
De route van de Intercity Emona is op 15 december 2002 in zuidelijke richting verlengd van Maribor tot de stad waar hij naar genoemd is. Tevens werd de trein toen opgewaardeerd tot EuroCity en rijdt nu tussen Wenen en Ljubljana met de treinnummers EC 150,151 en binnen Oostenrijk als OEC 150,151.
| WL | land           | station         | km  | LW |
| -- | -------------- | --------------- | --- | -- |
|    | Oostenrijk     | Wien Südbahnhof | 0   |    |
|    | Oostenrijk     | Wien - Meidling | 4   |    |
|    | Oostenrijk     | Wiener Neustadt | 50  |    |
|    | Semmeringroute |                 |     |    |
|    | Oostenrijk     | Mürzzuschlag    | 119 |    |
|    | Oostenrijk     | Kapfenberg      | 158 |    |
|    | Oostenrijk     | Bruck an de Mur | 160 |    |
|    | Oostenrijk     | Graz            | 214 |    |
|    | Oostenrijk     | Leibnitz        | 246 |    |
|    | Oostenrijk     | Spielfeld-Straß | 261 |    |
|    | Slovenië       | Maribor         | 277 |    |
|    | Slovenië       | Pragersko       | 296 |    |
|    | Slovenië       | Celje           | 344 |    |
|    | Slovenië       | Zidani Most     | 369 |    |
|    | Slovenië       | Ljubljana       | 433 |    |